# The Best of Celine Dion
Pour les articles homonymes, voir Best of.
Albums de Céline Dion
Incognito
(1987) Unison
(1990)
Singles
1. Ne partez pas sans moi
Sortie : 6 mai 1988

The Best of (ou Vivre en Allemagne) est la cinquième compilation de Céline Dion, sortie en 1988. Elle est constituée de titres provenant des albums  Tellement j'ai d'amour… (1982), Les Chemins de ma maison (1983), Mélanie et Les Oiseaux du bonheur (1984) et C'est pour toi (1985) ainsi que de singles inédits en album.

## Historique
À la suite de la victoire de Céline Dion au Concours Eurovision de la chanson (où la québécoise représentait la Suisse) avec Ne partez pas sans moi, sa maison de disques estime qu'il faut marquer le coup et ne pas manquer cette occasion d'imposer la chanteuse en Europe où sort cette compilation d'anciens titres déjà sortis en France (D'amour ou d'amitié, Mon ami m'a quittée, C'est pour vivre, etc.), augmentée de la chanson gagnante du concours et de trois singles inédits en album et jamais distribués au Canada : Billy (1986), Je ne veux pas et La Religieuse (1987). L'album se vend à 100 000 exemplaires,.

## Liste des titres
| No  | Titre                            | Auteur                                       | Durée |
| --- | -------------------------------- | -------------------------------------------- | ----- |
| 1.  | Ne partez pas sans moi           | Nella Martinetti, Atilla Şereftuğ            | 3:07  |
| 2.  | Billy (inédit en album)          | Eddy Marnay, Patrick Lemaitre                | 3:09  |
| 3.  | Je ne veux pas (inédit en album) | Marnay, Romano Musumarra                     | 4:06  |
| 4.  | D'amour ou d'amitié              | Marnay, Jean-Pierre Lang, Roland Vincent     | 4:02  |
| 5.  | Mon ami m'a quittée              | Marnay, Christian Loigerot, Thierry Geoffroy | 3:02  |
| 6.  | C'est pour vivre                 | Marnay, André Popp                           | 4:04  |
| 7.  | La Religieuse (inédit en album)  | Didier Barbelivien                           | 3:32  |
| 8.  | C'est pour toi                   | Marnay, François Orenn                       | 4:01  |
| 9.  | Les Chemins de ma maison         | Marnay, Lemaitre, Alain Bernard              | 4:16  |
| 10. | Trois heures vingt               | Marnay, Lemaitre                             | 3:41  |
| 11. | Les Oiseaux du bonheur           | Marnay, Popp                                 | 3:43  |
| 12. | Benjamin                         | Marnay, Pierre Papadiamandis                 | 4:38  |

## Distribution
| Pays                      | Date | Label   | Format   | Catalogue   |
| ------------------------- | ---- | ------- | -------- | ----------- |
| Danemark, France, Espagne | 1988 | Carrère | CD       | 96-545      |
| Danemark, France, Espagne | 1988 | Carrère | Disque   | 66-545      |
| Danemark, France, Espagne | 1988 | Carrère | Cassette | 76-545      |
| Allemagne                 | 1988 | Carrère | CD       | CAR 8 26833 |
| Allemagne                 | 1988 | Carrère | Record   | CAR 6 26833 |
| Allemagne                 | 1988 | Carrère | Cassette | CAR 4 26833 |
| Suisse                    | 1988 | Mega    | CD       | MRCD 3314   |
| Suisse                    | 1988 | Mega    | Record   | MRLP 3314   |
| Suisse                    | 1988 | Mega    | Cassette | MRMC 3314   |